# Alexis Knapp

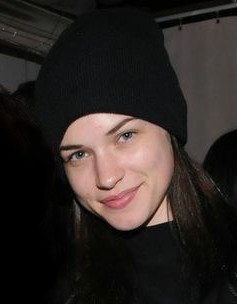
Alexis Knapp (2013)

Alexis Knapp (* 31. Juli 1989 in Avonmore, Pennsylvania) ist eine US-amerikanische Schauspielerin. Bekannt wurde sie durch ihre Rolle in dem Film Project X.

## Leben und Karriere
Knapp wurde am 31. Juli 1989 in Avonmore im Allegheny County Pennsylvanias geboren. Sie hat zwei Brüder. Im Alter von 18 Jahren zog sie nach Los Angeles, wo sie als Model arbeitete, bevor sie als Schauspielerin ihre ersten Erfolge hatte. In den Filmen All Inclusive und Percy Jackson – Diebe im Olymp war sie erstmals in Nebenrollen zu sehen. 2012 spielte sie in Project X die Rolle als Alexis und in Pitch Perfect als Stacie. Weitere Film- und Fernsehrollen folgten. Ihr Schaffen umfasst mehr als zwei Dutzend Produktionen.
Von Februar 2010 bis September 2010 war sie mit dem Schauspieler Ryan Phillippe liiert. Nach der Trennung gab sie ihre Schwangerschaft bekannt und brachte im Juli 2011 eine Tochter zur Welt.

## Filmografie (Auswahl)
- 2009: All Inclusive (Couples Retreat)
- 2010: Percy Jackson – Diebe im Olymp (Percy Jackson & the Olympians: The Lightning Thief)
- 2010: Look (Fernsehserie, Folge 1x01)
- 2010: Dommin: My Heart, Your Hands (Musik-Video)
- 2011: Vamp U
- 2012: Project X
- 2012: Pitch Perfect
- 2012: So Undercover
- 2012: Like Father (Fernsehserie)
- 2013: Family Guy (Fernsehserie, Folge 11x12, Sprechrolle)
- 2013: Bizzare Bracket Behavior (Kurzfilm)
- 2013: Cavemen – Singles wie wir (Cavemen)
- 2013: Vamp U
- 2013–2014: Ground Floor (Fernsehserie, 10 Folgen)
- 2014: Anomaly – Jede Minute zählt (The Anomaly)
- 2014: Grace – Besessen (Grace)
- 2014: The Dorm (Fernsehfilm)
- 2015: Pitch Perfect 2
- 2016: Urge: Rausch ohne Limit (Urge)
- 2017: Mein Weihnachtsprinz (My Christmas Prince, Fernsehfilm)
- 2017: Pitch Perfect 3
- 2020: Bad Suns (Kurzfilm)
- 2020: Rosary (Kurzfilm)
- 2021: Phobias
- 2022: The Orville (Fernsehserie, Folge 3x01)
- 2022: The Accursed
- 2022: What’s Under the Bad? with Dax (Podcast-serie, Folge 2x05)
- 2024: One More Shot
- 2024: Another Day in America
- 2024: Down Below